# Fallada de mercat
En economia fallada de mercat és el terme utilitzat per descriure la situació que es produeix quan el subministrament que fa un mercat d'un bé o servei no és eficient, bé perquè el mercat subministra més quantitat del que seria eficient o també es pot produir la fallida quan l'equilibri del mercat proporciona menys quantitat d'un determinat bé del que seria eficient.

## Competència imperfecta
Apareix quan una empresa té més poder de mercat que la resta de les empreses que estan operant en un moment determinat. Com a conseqüència d'aquesta decisió, els consumidors consumiran una quantitat menor a un preu més gran.
Exemples d'estructures de mercat sense acompliment òptim d'acord amb els patrons d'eficiència econòmica són:
- Competència imperfecta
  - Monopoli *
  - Monopsoni
  - Oligopoli
  - Oligopsoni
  - Competència monopolista
- Discriminació de preu
  - Price skimming
- Mercats amb informació asimètrica
- Externalitat és negatives.

* nota: cert tipus de monopolis amb corbes de costos decreixents a llarg termini, com per exemple els monopolis naturals poden no ser ineficients.